# Supercoupe d'Allemagne féminine de handball
La supercoupe d'Allemagne féminine est une compétition de handball en Allemagne disputée en 2008 et 2009 et depuis 2015.
Elle oppose le champion d'Allemagne et le vainqueur de la coupe d'Allemagne de la saison précédente. 

## Palmarès
En gras, le vainqueur de la Supercoupe.

Derrière chaque équipe, le statut est précisé :
- C : Champion d'Allemagne,
- v : vice-champion d'Allemagne,
- P : Vainqueur de la Coupe d'Allemagne (Pokal),
- f : finaliste de la Coupe d'Allemagne.

| #                                  | Date               | Lieu            | Équipe 1 (statut)           | Équipe 2 (statut)         | Score   |
| ---------------------------------- | ------------------ | --------------- | --------------------------- | ------------------------- | ------- |
| 1                                  | 30 décembre 2008   | Coblence        | 1. FC Nürnberg Handball (C) | HC Leipzig (P)            | 30 – 34 |
| 2                                  | 27 décembre 2009   | Rotenburg/Fulda | HC Leipzig (C)              | VfL Oldenburg (P)         | 28 – 30 |
| Pas de compétition de 2010 à 2014. |                    |                 |                             |                           |         |
| 3                                  | 6 septembre 2015   | Nordhausen      | Thüringer HC (C)            | Buxtehuder SV (P)         | 24 – 22 |
| 4                                  | 4 septembre 2016   | Nordhausen      | Thüringer HC (C)            | HC Leipzig (P)            | 22 – 21 |
| 5                                  | 3 septembre 2017   | Hambourg        | SG BBM Bietigheim (C)       | Buxtehuder SV (P)         | 30 – 22 |
| 6                                  | 1er septembre 2018 | Nordhausen      | Thüringer HC (C)            | VfL Oldenburg (P)         | 35 – 23 |
| 7                                  | 31 août 2019       | Louisbourg      | SG BBM Bietigheim (C)       | Thüringer HC (P)          | 27 – 26 |
| 8                                  | 28 août 2021       | Dortmund        | Borussia Dortmund (C)       | SG BBM Bietigheim (P)     | 21 – 31 |
| 9                                  | 4 septembre 2022   | Oldenbourg      | SG BBM Bietigheim (C+P)     | VfL Oldenburg (f)         | 38 – 26 |
| 10                                 | 2 septembre 2023   | Ludwigsburg     | SG BBM Bietigheim (C+P)     | HSG Bensheim/Auerbach (f) | 34 – 23 |
| 11                                 | 31 août 2024       | Düsseldorf      | HB Ludwigsburg (C)          | TuS Metzingen (P)         | 34 – 24 |
| 12                                 | 23 août 2025       | Munich          | Thüringer HC (v)            | HSG Blomberg-Lippe (f)    | .. – .. |